# Familijar
Familijar, životinja koju bi vještica pripitomila i istrenirala te prenjela na nju magijske sposobnosti kako bi uz njenu pomoć izvodila magijske obrede i postupke. Vještica bi stekla svog familijara tako što bi joj ga darovao vrag ili bi ga naslijedila od druge vještice. U srednjem i ranom novom vijeku vjerovalo se da su familijari natprirodni entiteti koji se pojavljuju u obliku životinja i pomažu vješticama u prakticiranju magije.
S porastom prakticiranja magije i neopoganske religije Wicce, ponovno se koristi pojam familijara kojima se opisuju domaće ili divlje životinje koje praktikanti takvih sljedbi smatraju pomagačima prilikom izvođenja magijskih radnji. Familijari su imali i dužnost štititi vještice, osobito one mlade koje se tek uče vještičarenju.
Familijari su najčešće bili duhovi u obliku malenih životinja poput mačaka (tradicionalno crna mačka), žaba, zečeva, štakora i ptica koji su držani u staklenkama ili košarama i bili hranjeni kruhom, mlijekom, mesom i krvlju.